# Нуклеарна магнетна резонанција
Нуклеарно-магнетно-резонантна спектроскопија (НМР) је свестрана спектроскопска дисциплина која може да региструје сигнале атома из различитих положаја у молекулу и при томе да сваки сигнал доведе у везу са неком од познатих спинских интеракција, главним изворима података о молекулској структури и динамици. НМР спектроскопија је данас, уз рендгено-структурну анализу (кристалографију рендгенских зрака), једина метода којом може да се одреди структура биополимера са разлагањем на атомском нивоу. 

## Историјски преглед
НМР спектроскопија, као експериментална техника, позната је од 1946. године када су истраживачке групе из Станфорда и са Харварда независно успеле да детектују НМР сигнал у кондензованој материји. За тај проналазак водећи истраживачи Феликс Блох и Едвард Милс Парсел добили су Нобелову награду за физику 1952. године. Нуклеарни физичари су брзо изгубили интерес за НМР када се испоставило да опажене НМР фреквенције зависе од хемијске природе узорка па су главни развој методе преузели физикохемичари. Тако је године 1991. за развој Фуријеове НМР методе Нобелову награду за хемију добио Рикард Ернст из Института за физичку хемију ЕТХ, Цирих, а године 2002. Курт Витрих из Института за биофизику, ЕТХ Цирих, за развој НМР метода за одређивање структуре протеина.
Ништа мање није бурна ни НМР предисторија. Постојање нуклеарног спина постулирао је Паули још 1924. године да би објаснио хиперфину структуру спектралних линија. Године 1933. Ото Штерн је измерио магнетни момент протона (атомског језгра водоника) за шта је 1943. године добио Нобелову награду за физику. А Раби је 1938. године извео прве НМР експерименте у молекулским сноповима (дакле, не у кондензованој материји) за шта је 1944. и он добио Нобелову награду за физику.
Фантастична историја нуклеарне магнетне резонанције доживела је свој врхунац 2003. године када је Нобелова награда за медицину додељена Полу Латербуру и Питеру Менсфилду за открића у вези са сликањем меких ткива помоћу нуклеарне магнетне резонанције.
Из развојног пута НМР-а може најбоље да се сагледа улога науке и њен допринос цивилизацији. НМР је настао из пуке радозналости, дакле жеље физичара да сазнају нешто више о структури атомског језгра. Развоју методе су доста допринели хемичари у жељи да разумеју структуре органских молекула. Онда је метода продрла у биохемију за одређивање структуре биолошких макромолекула. Истовремено је нашла место у биологији за недеструктивно испитивање биолошких процеса да би данас постала незаменљива дијагностичка метода за снимање меких ткива. Године 1984. Америчко удружење радиолога је, да би уклонило асоцијацију на нуклеарне реакције и бомбе, из назива методе испустило нуклеарна па је у медицини НМР познат као магнетна резонанција.

## Основне интеракције
Атомска језгра елемената са непарним бројем протона и/или неутрона поседују механички момент (спин) и њему придружени магнетни момент. Спин атомског језгра, и њему придружени магнетни момент, нису куриозитет већ фундаментална особина протона и неутрона, попут масе или наелектрисања. Дакле, магнетни момент атомског језгра је универзална особина хемијских елемената. Само језгра са парним бројем протона и парним бројем неутрона немају магнетни момент, рецимо 4He, 12C, 16О... Међутим, за сваки елемент са парним редним бројем (парним бројем протона) може се наћи стабилни изотоп са непарним масеним бројем (непарним бројем неутрона) из којег се НМР сигнал може детектовати, на пример, 3He, 13C, 17О...

## Нуклеарни спин у спољашњем магнетном пољу
Ван магнетског поља енергија изолованог нуклеарног спина не зависи од његове оријентације. То је хипотетичка ситуација јер су у атомима и молекулима нуклеарни спинови окружени електронима. Око електрона се простире магнетско поље које потиче од сопственог спина електрона или од његовог орбиталног кретања. Дакле, у материји која нас окружује нуклеарни спинови се налазе у магнетском пољу али се та интеракција за све практичне сврхе може занемарити. Рецимо, интеракција нуклеарних спинова са магнетским пољем електрона (или, еквивалентно, интеракција електрона са магнетским пољем језгра) испољава се кроз хиперфино цепање спектралних линија што се може опазити само у специјалним случајевима и са инструментима врло високе моћи разлагања. Мали је број хемијских реакција (или природних процеса) чији исход зависи од постојања нуклеарног спина. У одсуству спољашњег магнетског поља нуклеарни спин је практично невидљив.
Унет у магнетско поље, нуклеарни спин се оријентише, попут магнетне игле компаса у магнетском пољу земље. Због квантне природе феномена, могуће су само дискретне оријентације чији је број дефинисан списнким квантним бројем I. Број оријентација је 2I + 1; у најједноставнијем случају, када је I = 1/2, број оријентација је 2, па нуклеарни спин може да се оријентише само „паралелно“ или „антипаралелно“ спољашњем магнетском пољу. Знаци навода указују да је таква представа само приближна. Наиме, спин поседује и механички момент, дакле понаша се и као чигра. По аналогији, као што земљино гравитационо поље не може да обори чигру (док се окреће) већ је само наводи на прецесионо кретање тако и спољашње магнетско поље не може потпуно да оријентише спин већ га наводи на прецесионо кретање. Дакле, у спољашњем магнетском пољу спин прецесује око правца поља нагнут под одређеним углом. При томе је прецесиона фреквенција једнака резонантној фреквенцији.
Енергија спина у спољашњем магнетском пољу, као и код макроскопског магнетног момента, зависи од угла који спин заклапа са пољем. Пошто сваком углу одговара одређена енергија то су и могућа енергијска стања нуклеарног спина подељена на дискретне, добро дефинисане нивое. Енергијска разлика међу суседним нивоима зависи од природе спинова и јачине (индукције) спољашњег магнетског поља. Што је јаче поље то је и разлика већа.

## Спински прелази
Спинови из једног енергијског нивоа у други могу да пређу под утицајем електромагнетних таласа, али само ако је енергија кванта електромагнетног таласа једнака енергијској разлици међу нивоима. Из услова за једнакост енергија (који се назива и резонантни услов) следи да, у датом пољу, прелаз могу да изазову само електромагнетни таласи одређене фреквенције. Када се енергије поклопе онда спин има једнаку вероватноћу да се нађе у неком од дозвољених стања, дакле, долази до резонанције. Отуда је и метода добила име нуклеарна магнетна резонанција (НМР)
- нуклеарна јер се ради о спиновима атомског језгра
- магнетна јер су у питању магнетни прелази
- резонанција зато што се електромагнетним таласима, при изједначавању енергија, спински систем доводи у резонанцију.

Пошто је број спинова у нижем енергијском нивоу већи од броја спинова у вишем енергијском нивоу (и за спинове важи Болцманов закон расподеле) укупан резултат је да приликом резонанције долази до апсорпције радиоталаса. 
НМР спектар је слика, при константном спољашњем магнетском пољу апсорбованих таласа, уређена по њиховим фреквенцијама. Интензитет спектралне линије пропорционалан је броју спинова и јачини магнетског поља.
Енергија магнетног момента μ у магнетском пољу  (индекс нула се користи да се нагласи да је у питању статичко поље, дакле поље које се не мења током времена) изражава се и израчунава на исти начин као и енергија макроскопског дипола у одговарајућем пољу. Она је једнака негативном скаларном производу вектора поља и момента, дакле, производу између јачине поља и пројекције дипола на правац поља (са знаком минус). У НМР-у се обично узима да поље  делује дуж z-осе па је тада
{\displaystyle E=-\mu _{z}B_{0}\,}
Због квантне природе спинског магнетног момента могуће су само две оријентације са пројекцијама μ = +μ/2 и μ = - μ/2 па је енергијска разлика међу спинским стањима
{\displaystyle \Delta E=\mu B_{0}\,}
С друге стране, енергија фотона је 
{\displaystyle \epsilon =\hbar \omega \,},
где је {\displaystyle \hbar } Планкова константа а ω његова (кружна) фреквенција. 
Из резонантног услова (једнакост енергије фотона и енергијске разлике међу спиновима)
{\displaystyle \Delta E=\epsilon \,}

налазимо да је фреквенција елетромагнетног зрачења које може да изазове резонанцију, у пољу {\displaystyle B_{0}}
{\displaystyle \omega ={\frac {\mu }{\hbar }}B_{0}\,}.
Пошто се преко Планкове константе изражава угаони момент честице (жироскопски ефекат) то се однос магнетног и угаоног момента назива жиромагнетни однос и обележава се са γ
{\displaystyle \gamma ={\frac {\mu }{\hbar }}\,}
Тада се основна једначина НМР-а најчешће пише у облику
{\displaystyle \omega =\gamma B_{0}\,}.
Дакле, резонантна фреквенција пропорционална је примењеном спољашњем пољу. То је фреквенција која изазива резонанцију у нуклеарном систему преко које детектујемо присуство спинова. Вредности жиромагнетних односа се од изотопа до изотопа разликују, па је у датом магнетском пољу сваки изотоп има сопствену резонантну фреквенцију.

## Хемијски помак
У идеалном случају свако атомско језгро у хомогеном спољашњем пољу треба да има само једну резонантну линију тачно одређене фреквенције. То су бар очекивали физичари који су и развили НМР спектроскопију да би испитивали структуру атомског језгра тачним мерењима резонантне фреквенције код различитих изотопа. Међутим, на њихово велико разочарење, а на (каснију) радост хемичара, врло брзо се показало да положај спектралне линије, односно резонантна фреквенција, зависи не само од јачине магнетског поља и врсте језгра него и од хемијског једињења у коме се посматрано језгро налази. Врло брзо је уочено да је померање спектралне линије под утицајем хемијског окружења, хемијски помак, последица заклањања атомског језгра орбиталним електронима. Електронске орбитале могу се замислити као микроскопске струјне контуре које стварају сопствено магнетско поље. Због тога се стварно поље на положају језгра разликује од примењеног спољашњег магнетског поља. Локално поље зависи од типа орбитала, дакле од хемијског окружења, и стога резонантна фреквенција спина зависи од његовог положаја у молекулу. Може се очекивати да молекул покаже онолико НМР линија колико има атома посматране врсте. Међутим, због додатних интеракција то се дешава само у изузетним случајевима (рецимо у потпуно реаспрегнутим спектрима 13C).
Хемијски помак је пропорционалан спољашњем магнетском пољу и зависно од врсте језгра износи од неколико милионитих до неколико хиљадитих делова од примењеног спољашњег поља. За језгра водоника 1H (протоне) помаци су реда 0 - 10 ппм (ппм = parts per million, лат. делова на милион). а за језгра угљеника 13C 0 - 240 ппм.

## Скаларно спрезање
У НМР спектрима високог разлагања, поред померања, уочено је и цепање спектралних линија. То је био и добар и лош знак; добар, јер је уочена нова интеракција помоћу које је могло још нешто да се сазна о детаљима грађе молекула, а лош зато што је постало јасно да су НМР спектри и релативно малих молекула компликовани за директно тумачење. Цепање НМР спектралне линије опажено је само у системима са више спинова из чега је било јасно да је у питању спин-спин интеракција. Међутим, пошто се јавља и у изотропној средини (течностима), интеракција не може бити векторског типа. Због тога се назива скаларна интеракција. Такође, пошто до интеракције долази само између спинова који се налазе у истом молекулу, било је јасно да су хемијске везе, односно електрони из молекулских орбитала, важни посредници. Заиста, показало се да до скаларне интеракције између два нуклеарна спина долази посредством електрона који их окружују. Интеракција је тим јача што је већа вероватноћа да се орбитални електрон нађе на положају атомског језгра, дакле, интеракција расте са порастом с-карактера орбитале. Електрон и сам поседује спин (дакле има угаони моменат и њему придружени магнетни моменат) који, када се нађе довољно близу језегра, ступа у интеракцију са нуклеарним спином. Због тога енергија електрона зависи од његове оријентације у односу на нуклеарни спин, и обрнуто, енергија нуклеарног спина постаје зависна од оријентације електрона. Како електрон у затвореној молекулској орбитали има свог партнера са чијим спином стриктно мора да буде антипаралелан (Паулијев принцип), то и спин „удаљеног електрона“ преко свог електронског партнера, осећа интеракцију са посматраним језгром. Истовремено спин „удаљеног“ електрона интерагује са другим језгром, својим суседом, па је укупни ефекат да локално поље на положају једног језгра зависи од оријентације другог језгра са којим дели електроне у молекулу. 
На пример, језгро 13C може бити „паралелно“ или „антипаралелно“ спољашњем пољу па свако језгро, сусед кроз хемијске везе, осећа малу промену локалног поља. За једну оријентацију језгра 13C поље је мало веће а за другу оријентацију мало мање од вредности коју би имало да је уместо изотопа 13C на истом месту у молекулу изотоп 12C, (који нема спин). Тако се спектрална линија посматраног спина помера на једну страну када је 13C спин “паралелан“, и на другу страну када је “антипаралелан“ спољашњем пољу. У НМР експерименту увек се посматра велики скуп молекула (реда величине 1017) па се за сваку интеракцију види само усредњен ефекат. Како је, због изванредно мале интеракције нукеларног спина са спољашњим магнетским пољем, вероватноћа да спин 13C буде “паралелан“ или “антипаралелан“ спољашњем пољу приближно иста, то је и укупни резултат спин-спин интеракције појава спектралних линија (истог интензитета) које су симетрично померене у односу на оригинални положај. Дакле, НМР линија суседа се цепа на две компоненте једнаких интензитета. Пошто је интеракција реверзибилна, то се и линија 13C спина цепа под утицајем суседног спина. Величина цепања је иста за оба партнера а број компонената зависи од броја дозвољених оријентација суседног спина тј., од спинског квантног броја суседа, и по једноставној релацији 2I + 1. Дакле, за I = 1/2 (1H, 13C, 15N,...) спектрална линија суседа цепа се на две компоненте, за I = 1 (2H), на 3 итд. 
Ако постоји n еквивалентних спинова, тада се спектрална линија суседа цепа на 2nI + 1 компонената. Када n идентичних протона цепа линију суседа број компонената на који се линија суседа цепа и релативни интензитети мултиплета могу да се одреде помоћу Паскаловог троугла:
```
  n                                    
  0                                    1
  1                                 1     1
  2                              1     2     1
  3                           1     3     3     1
  4                        1     4     6     4     1
 итд.                   1     5    10     10    5     1
```

На пример 13C линија из -CH3 групе цепа се на квартет (1H, I = 1/2, три спина n = 3), из -CH2- групе на триплет (n = 2) и из -CH= на дублет. Истовремено, протонска линија сваке групе, -CH3, 2- и = је дублет под утицајем 13C спина. При томе је цепање 1H линије (дакле растојање међу компонентама дублета) једнако растојању међу суседним линијама мултиплета у одговарајућем 13C спектру. Величина цепања изражена у Херцима назива се константа скаларног спрезања. Означава се словом Ј; nXY означава да се спрезање између спинова XY простире кроз n хемијских веза; на пример 1NC, 3HH итд. Скаларно спрезање, по правилу, опада са бројем веза и за n > 4 ретко се опажа. Не зависи од јачине спољашњег поља. Константа спрезања кроз три хемијске везе, 3, зависи од диедралног угла који те везе заклапају. Међу еквивалентним спиновима нема скаларног спрезања.
Дакле, скаларна спин-спин интеракција компликује спектре повећавајући број линија али повећава и број информација које се из спектра могу добити. На пример, из броја компонената мултиплета може да се одреди број еквивалентних спинова на суседној спинској групи (рецимо из мултиплетности линија 13C проузроковане спрезањем 1CH могу да се препознају -CH3, 2- и = групе) а из вредности константе 3 могу да се одреде диедрални углови. Скаларна интеракција је квантне природе и нема класичног аналога; простире се тренутно.

## Дипол-дипол интеракција
Дипол-дипол интеракција, мада у суштини квантне природе, може се описати класичним представама као интеракција микроскопских магнетних дипола. Због једноставности, посматрајмо изолован пар спинова са спинским квантним бројем 1/2. Нуклеарни спин се може схватити као мали магнет који се оријентише „паралелно“ или „антипаралелно“ у односу на спољашње магнетско поље. Дакле, локално магнетско поље на положају неког спина зависи од геометријског распореда и оријентације других спинова у његовој околини. Као што је електрични дипол окружен електричним пољем, тако је и магнетни дипол окружен сопственим магнетским пољем. Поље сваког дипола, на растојању много већем од димензија дипола, обрнуто је пропорционално трећем степену растојања од центра дипола. Јачина диполног поља зависи и од угла који потез од посматране тачке у простору до центра дипола заклапа са осом дипола. Пошто су димензије магнетних дипола занемарљиво мале у односу на растојања међу њима, геометријска слика се најлакше може описати преко међуспинског вектора. То је вектор који има почетак на положају једног спина а крај на положају другог. Тада се растојање међу спиновима описује интензитетом међуспинског вектора а угао под којим се спинови налазе једнак је углу који тај вектор заклапа са спољашњим магнетским пољем. Ако је изолован спински пар „замрзнут“ тада локално поље на положају једног спина зависи од растојања међу спиновима и угла који међуспински вектор заклапа са спољашњим магнетским пољем. Зависно од оријентације суседног спина локално поље ће бити мало јаче или мало слабије од спољашњег поља. Интеракција се простире кроз простор, без обзира на присуство хемијских веза. У макроскопском узорку, отприлике половина спинова се налази у мало јачем, а половина у мало слабијем пољу од спољашњег, пошто је број „паралелних“ спинова скоро исти као и број „антипаралелних“. Дакле, дипол-дипол интеракција, у одсуству кретања (у крутој решетки) доводи до цепања спектралне линије, при чему величина цепања зависи од угла који међуспински вектор заклапа са правцем спољашњег магнетског поља. Ова интеракција је изванредно важна за испитивање система у чврстом стању где су геометријски односи међу спиновима константни. Рецимо, из зависности цепања линије од угла под којим је кристал оријентисан у односу на спољашње магнетско поље може се одредити релативан положај спинова у кристалу као и њихово међусобно растојање. Међутим, у течном стању долази до усредњавања локалног магнетског поља услед термалног ротационог кретања. Средња вредност локалног диполног поља једнака је нули јер, због ротације молекула, спински пар пролази кроз све могуће оријентације (и оне где је поље мало јаче и оно где је поље слабије) па се њихови ефекти узајамно поништавају. Отуда и цепање линија, као последица статичког деловања диполног поља, ишчезава. Међутим, диполно поље кретањем није уклоњено већ је само усредњено. Стога се мора узети у обзир и динамички аспект диполне интеракције.
До сада смо сматрали да је стање спинова непроменљиво т. ј. „паралелни“ спинови су остајали паралелни а „антипаралелни“ антипаралелни. Занемаривали смо могућност прелаза између спинских енергијских стања. Раније смо видели да прелаз између спинских стања може да се изазове елетромагнетским пољем (радио-таласима), тачније, магнетном компонентом електро-магнетског поља. До прелаза спина из једног стања у друго (из „паралелног“ у „антипаралелно“ и обрнуто) долази под утицајем променљивог магнетског поља. При томе је важно да фреквенција променљивог поља одговара резонантној фреквенцији прелаза и да му правац буде нормалан на правац спољашњег поља. Порекло поља није битно. За време снимања НМР спектра променљиво поље долази из инструмента, дакле, споља. Међутим, прелазе може да изазове и свако друго променљиво поље, на пример локално поље суседног спина, али само ако има одговарајућу фреквенцију. Та фреквенција може потицати од прецесије спинова, молекулског кретања или комбинације фреквенција прецесије и кретања. Јасно да у течностима, због хаотичног кретања, молекули не ротирају тачно одређеном фреквенцијом. У ствари, молекули ротирају свим могућим фреквенцијама. Из детаљније анализе термалног кретања заиста следи да се кретање може разложити на читаво подручје фреквенција чији максимум зависи од величине молекула, температуре и осталих физичкохемијских услова. Битно је да у течном стању постоје компоненте кретања и са фреквенцијом која одговара резонантној фреквенцији за дату спинску врсту. Другим речима, локално магнетско поље нуклеарног спина који се налази у молекулу у течности може да има флуктуације са компонентама које одговарају резонантној фреквенцији суседног спина и да тако изазову код њега резонантни прелаз. Очигледно ефекат је повратни т. ј. ако спин А изазива прелаз на спину Б онда и спин Б може да изазове прелаз на спину А. Дипол-дипол интеракција, мада усредњена термалним кретањем, није уклоњена већ се само испољава на нови начин. 
Размотримо укратко три главне експерименталне манифестације дипол-дипол интеракције у течностима:
а) Релаксација. То је процес у којем се систем (не мора бити спински) након поремећаја враћа у термалну равнотежу, према Болцмановој расподели. Код система са великом енергијском разликом, рецимо код побуђених електронских стања, повратак у равнотежно стање се обично дешава емитовањем фотона. Код нуклеарних спинова вероватноћа за такав прелаз је занемарљиво мала; због врло мале разлике међу суседним енергијским нивоима побуђена стања су релативно стабилна. Ипак, сваки спински систем се враћа у равнотежу и без зрачења, дакле, систем се релаксира. У току релаксације систем мора да преда вишак енергије својој околини. (У радијационом прелазу ту енергију односи фотон.) Стога је за релаксацију неопходно да постоји механизам којим спински систем може да размењује енергију са околином. Један од најефикаснијих механизама је дипол-дипол интеракција модулисана термалним кретањем. Иако се квантитативни опис добија једино квантно-механичким разматрањем, коришћењем класичних представа може се добити приближна слика. На пример, у константном магнетском пољу, спин мења стање ако на њега делује још осцилаторно магнетско поље чија је фреквенција једнака резонантној фреквенцији. Код спинског пара извор поља је суседни спин а извор потребне фреквенције термално кретање. Довољно је да молекул у коме се налази спински пар има компоненте кретања чија је фреквенција једнака резонантној да се изазове прелаз. Те компоненте су увек присутне, једино је питање са коликом вероватноћом. Превише брзо кретање смањује ефикасност дипол-дипол инеракције за релаксацију исто као и превише споро. Ако се релаксација једног спинског пара посматра као функција температуре онда се налази да постоји температура при којој је релаксација најбржа. Из те зависности може да се одреди покретљивост молекула јер при масималној брзини релаксације компоненте кретања са фреквенцијом једнаком резонантној, имају максималну вероватноћу. Дакле, из мерења брзине релаксације (или времена релаксације) може да се одреди покретљивост крутог молекула.
б) Ширење спектралне линије. Јавља се као последица скраћења средњег живота спинског стања. До скраћивања долази услед учесталих прелаза индукованих флуктуирајућим локалним пољем суседних спинова. То доводи до повећања неодређености њихових енергијских нивоа односно до проширења подручја фреквенција које могу да изазову резонантни прелаз. За ширење НМР линија одговорне су компоненте спорог кретања (дакле, компоненте чије фреквенције одговарају разлици резонантних фреквенција интерагујућих спинова). Да би се овај ефекат разумео треба имати у виду да у спољашњем магнетском пољу спинови прецесују фреквенцијом једнаком сопственој резонантној фреквенцији. Сама прецесија се може схватити као извор флуктуирајућег магнетског поља. Ако спинови у спинском пару имају потпуно исту резонантну фреквенцију онда сваки код свог суседа може да изазове прелаз сопственим локалним магнетским пољем које је модулисано прецесијом. Два спина исте врсте могу и без спољашњег кретања узајамно да изазову енергијске прелазе. Пошто не размењују енергију са околином, спинови нужно врше прелазе у супротним смеровима; један прелази из нижег стања у више а други обрнуто. Укупан ефекат је да спинови дипол-дипол интеракцијом размењују енергију, скраћујући тако време живота основног и побуђеног стања. Ако им резонантне фреквенције нису исте, рецимо због хемијског помака, резонантни услов се ипак може испунити тако што се разлика у резонантним фреквенцијама надокнађује фреквецијом из молекулског кретања. Ефекат је најизраженији код великих молекула јер код њих споро кретање (потребно да надокнади разлику у фреквенцијама) има највеће амплитуде, а у малим молекулима се опажа у вискозним течностима или на сниженим температурама.
в) Крос-релаксација (узајамна релаксација). Релаксација се феноменолошки може схватити као размена магнетизације између посматраног система спинова и околине. У процесу релаксације, мерљива магнетизација цури из система и губи се у околини. У том контексту, крос-релаксација се може схватити као размена магнетизације међу спиновима. Магнетизација изгубљена на једном месту, дакле на једној фреквенцији, појављује се на другом месту односно на другој фреквенцији. Треба уочити да је крос-релаксација, као последица исте дипол-дипол интеракције, у тесној вези са релаксацијом и ширењем линије. Описани процес у коме се НМР линија шири због узајамно индукованих прелаза код суседних спинова је истовремено и један од важнијих механизама за крос-релаксацију. Ако се сви спинови на једној резонантној фреквенцији селективно побуде и систем препусти самом себи тада ће, због узајамних интеракција, та побуда да се пренесе и на спинове, блиске суседе. Посматрањем путања којима се магнетизација са једне спинске групе преноси на друге добијамо податке о молекулској геометрији и покретљивости молекула. Брзина крос-релаксације зависи од покретљивости молекула и обрнуто је пропорционална шестом степену растојања међу спиновима. Једна од најважнијих експерименталних манифестација крос-релаксације је нуклеарни Оверхаузеров ефекат, НОЕ. То је појава да се након селективне пертурбације једне НМР линије, мења интензитет друге линије.

## Утицај магнетског поља на НМР сигнал
Према основној НМР једначини резонантна фреквенција је једнака производу из жиромагнетног односа и примењеног спољашњег поља. Дакле, за дату спинску врсту, резонантна фреквенција је пропорционална пољу (исправније речено, магнетној индукцији примењеног поља). Отуда се свака промена поља, у простору или времену директно одражава на резонантну фреквенцију па тако и на НМР сигнал.

### Сваком магнету одговара једна резонантна фреквенција
Да би дошло до поларизације (до разврставања по енергијским нивоима) спински систем треба да се унесе у статичко магнетско поље, В0. Тако је магнет у који се ставља узорак један од основних делова НМР уређаја. Први уређаји су радили на пољима индукције 0,5 тесла да би се развојем технологије суперпроводних магнета данас достигла поља од преко 20 тесла.
Ако један те исти спински систем, рецимо чашу воде, уносимо у различита магнетна поља тада ће протони (атомска језгра водоника из воде) у сваком пољу да образују увек два добро дефинисана енергијска нивоа. Међутим са порастом поља опажају се две промене: 
- пораст разлике међу енергијским нивоима (на цртежу све дуже стрелице) као директна последица пропорционалности енергије магнетног дипола и магнетне индукције
- пораст разлике у насељеностима енергијских нивоа (на цртежу означено променом дебљине нивоа) сагласно Болцмановом закону расподеле.

Та два ефекта се експериментално испољавају (нико није видео нивое нити пак пребројао спинове у њима) као
- пораст резонантне фреквенције са порастом поља
- пораст величине сигнала са порастом поља.

На пример, протон има жиромагнетни однос 2,67522212 × 108 -1 -1, значи, његова резонантна фреквецнија са порстом индукције од 1 тесла порасте за 267,52 радијана у секунди или 42,58 мегахерца. У данашњим магнетима, чија се индукција креће од пола до 20 тесла, резонантне фреквенције за протоне су у опсегу од 20 до 900 мегахерца.

### У магнету са променљивом индукцијом фреквецније су „размазане“
Ако пак, уместо од магнета до магнета експеримент изводимо у једном магнету у којем се поље континуално мења с једног краја магнета на други, тада за мали тачкасти узорак, резонантна фреквенција зависи од положаја узорка у магнету. 
Ако је пак узорак цилиндар чија се оса поклапа са правцем дуж којег се поље мења, тада сигнал из сваког сегмента има сопствену фреквенцију и резултујући сигнал је „размазан“ по целом домену фреквенција. При томе са порастом фреквенције расте и величина сигнала.
Одавде одмах уочавамо занимљиву погодност а то је да на основу резонантне фреквецније можемо да лоцирамо тачкасти узорак, ако знамо како се магнетна индукција мења унутар магнета. Међутим, експеримент у магнету у којем се поље мења од нуле до неке максималне вредности врло је непрактичан, понајвише због тога што је на ниским фреквенцијама сигнал слаб.

### У магнету са линеарно градијентним пољем фреквецнције се директно пресликавају у одабрану координату
Да би се поправила осетљивост, дакле, да би сигнал био што јачи, најбоље је експеримент изводити у магнету са што већом индукцијом (на слици лево) којем се накнадно додају мали магнети помоћу којих се индукција линаеарно мења са координатом око централне вредности. Дакле, главном магнету се додају мањи који у њему стварају градијент магнетне индукције. Као и у претходном случају, резонантна фреквенција тачкастог узорка зависи од његовог положаја у магнету, али пошто је промена поља с једног краја магнета на други релативно мала, сигнал из сваког дела магнета за дати тачкасти узорак биће исти. Ако се пак уместо тачкастог користи униформни узорак, цилиндар или коцка, тада ће резонантне фреквенције бити размазане унутар неког фреквентног опсега. 
Овде је важно уочити да је у линерано градијентном пољу резонантна фреквенција пропорционална просторној координати дуж градијента, дакле, свакој координати се може придружити припадајућа фреквенција. А НРМ сигнал на датој фреквенцији зависи од броја спинова на одговарајућој координати. Дакле, долазимо до врло занимљивог открића а то је да у НМР експерименту у линеарно градијентном спољашњем пољу интензитет сигнала на датој фреквенцији одговара концентрацији спинова на датој координати. То значи да регистровањем НМР сигнала узорка затвореног у црној кутији можемо да утврдимо концентрацију спинова у разним деловима узорка без отварања кутије. Дакле, помоћу НМР сигнала из градијента поља можемо да добијемо расподелу спинова. 
У ствари, у линерано градијентном пољу добијамо пројекцију спинске густине (концентрације спинова дуж одабраног правца. Ово је боље него ништа али се још не може назвати сликом. Међутим, понови ли се експеримент са истим узорком при чему се узорак сваки пут заротира за неки мали угао добија се серија пројекција под различитим угловима из које се може реконструисати слика, у овом случају Радоновом трансформацијом. И тако се добија НМР слика пресека објекта (у медицини субјекта) која се колоквијално назива магнетна резонанција (или потпуно погрешно резонанца). 
За ову малу игру у градијенту магнетског поља Пол Латербур и Питер Менсфилд поделили су Нобелову награду за медицину 2003.

## Магнетне особине уобичајених атомских језгара
Сваки хемијски елемент има бар један изотоп са нуклеарним спином који би у принципу могао да се користи у НМР експериментима. Међутим, због слабе осетљивости користи се релативно мали број језгара. 
| Изотоп | Природна распрострањеност (%) | Спински број | Магнетни момент μ (²) | Електрични квадруполни (четворополни) момент (×10-24 ²) | Фреквенција на 7 () | Релативна осетљивост |
| ------ | ----------------------------- | ------------ | --------------------- | ------------------------------------------------------- | ------------------- | -------------------- |
| 1H     | 99,984                        | 1/2          | 2,79628               |                                                         | 300,13              | 1                    |
| 2H     | 0,016                         | 1            | 0,85739               | 2,8 x 10-3                                              | 46,07               | 0,0964               |
| 10B    | 18,8                          | 3            | 1,8005                | 7,4 x 10-2                                              | 32,25               | 0,0199               |
| 11B    | 81,2                          | 3/2          | 2,6880                | 2,6 x 10-2                                              | 96,29               | 0,165                |
| 12C    | 98,9                          | 0            |                       |                                                         |                     |                      |
| 13C    | 1,1                           | 1/2          | 0,70220               |                                                         | 75,47               | 0,0159               |
| 14N    | 99,64                         | 1            | 0,40358               | 7,1 10-2                                                | 21,68               | 0,00101              |
| 15N    | 0,37                          | 1/2          | −0,28304              |                                                         | 30,41               | 0,00104              |
| 16O    | 99,76                         | 0            |                       |                                                         |                     |                      |
| 17O    | 0,0317                        | 5/2          | −1,8930               | −4,0 x 10-3                                             | 40,69               | 0,0291               |
| 19F    | 100                           | 1/2          | 2,6273                |                                                         | 282,40              | 0,834                |
| 28Si   | 92,28                         | 0            |                       |                                                         |                     |                      |
| 29Si   | 4,70                          | 1/2          | −0,55548              |                                                         | 59,63               | 0,0785               |
| 31P    | 100                           | 1/2          | 1,1205                |                                                         | 121,49              | 0,0664               |
| 35Cl   | 75,4                          | 3/2          | 0,92091               | −7,9 x 10-2                                             | 29,41               | 0,0047               |
| 37Cl   | 24,6                          | 3/2          | 0,68330               | −6,2 x 10-2                                             | 24,48               | 0,0027               |

1H, 13C, 15N, 19F и 31P су језгра најважнија за НМР експерименте:
- 1H због велике осетљивости и распрострањености у органским једињењима
- 13C јер је кључни састојак свих органских једињења
- 15N зато што је кључни елемент у важним биолошким макромолекулима протеинима и ДНК
- 19F због велике релативне осетљивости
- 31P због честе појаве у биолошким системима и добре релативне осетљивости